# Siméon Oualli
Siméon Oualli, né le 18 février 1928, à Saint-François, et mort le 17 mars 2002, à Basse-Terre, est un prélat catholique français. Il est, de 1970 à 1984, le premier Guadeloupéen nommé à la tête du diocèse de Basse-Terre et Pointe-à-Pitre.

## Biographie
Siméon Oualli est né le 18 février 1928, à Saint-François, en Guadeloupe.  
Il est ordonné prêtre le 25 février 1957, et reçoit la charge de la paroisse de Saint-François. 
Il est nommé évêque de Basse-Terre et Pointe-à-Pitre, le 29 juin 1970, et reçoit la consécration épiscopale des mains de Henri Varin de la Brunelière, archevêque métropolitain de Saint-Pierre et Fort-de-France, le 7 octobre 1970.
Il démissionne de ce ministère le 2 juillet 1984, et reçoit le titre d'évêque émérite de Basse-Terre et Pointe-à-Pitre.
Il reçoit la charge de la paroisse de Grand-Bourg, sur l'île de Marie-Galante, puis de celle de Basse-Terre, dans laquelle il meurt, le 17 mars 2002. 
Sa dépouille est inhumée dans le cimetière de Saint-François, sa ville natale. 